# TIA/EIA-568-B
TIA/EIA-568-B — набор из трёх телекоммуникационных стандартов, выпущенных Ассоциацией телекоммуникационной промышленности США в 2001 году, который заменил собой устаревший стандарт TIA/EIA-568-А. Эти стандарты описывают построение телекоммуникационных структурированных кабельных систем в зданиях.
Эти стандарты наиболее известны по двум таблицам T568A и T568B, которые описывают соединение проводников кабеля типа «витая пара» (англ. twisted pair) с контактами разъёмов 8P8C (часто ошибочно называемыми RJ-45) при организации сети Ethernet.

## Таблицы T568

### Прямой (англ.straight through) кабель
При соединении оконечного оборудования Ethernet (такого как компьютер, сетевой принтер) с коммутационным оборудованием (хаб/коммутатор/маршрутизатор) оба конца кабеля обжимаются одинаково (т. н. прямой кабель). В пункте 6.2.1 стандарта, для горизонтальных соединений первой приведена таблица T568A, а также, как вариант, в случае необходимости разрешается использовать таблицу T568B.  Для США федеральный закон (NCS, FTR 1090-1997) допускает коммутацию только по таблице T568A. На практике, при строительстве СКС и производстве патч-кордов, чаще используется таблица T568B (в том числе у некоторых Американских производителей, в частности, у AMP).
Вариант по стандарту EIA/TIA-568A:
| 1 | =    |  |  |  | =    | 1 зелёно-белый    |
| 2 | ==== |  |  |  | ==== | 2 зелёный         |
| 3 | =    |  |  |  | =    | 3 оранжево-белый  |
| 4 | ==== |  |  |  | ==== | 4 синий           |
| 5 | =    |  |  |  | =    | 5 сине-белый      |
| 6 | ==== |  |  |  | ==== | 6 оранжевый       |
| 7 | =    |  |  |  | =    | 7 коричнево-белый |
| 8 | ==== |  |  |  | ==== | 8 коричневый      |

и по стандарту EIA/TIA-568B:
| 1 | =    |  |  |  | =    | 1 оранжево-белый  |
| 2 | ==== |  |  |  | ==== | 2 оранжевый       |
| 3 | =    |  |  |  | =    | 3 зелёно-белый    |
| 4 | ==== |  |  |  | ==== | 4 синий           |
| 5 | =    |  |  |  | =    | 5 сине-белый      |
| 6 | ==== |  |  |  | ==== | 6 зелёный         |
| 7 | =    |  |  |  | =    | 7 коричнево-белый |
| 8 | ==== |  |  |  | ==== | 8 коричневый      |

### Перекрёстный (англ.crossover) кабель
Использование прямого кабеля рассчитано на то, что один (и только один) из концов кабеля присоединён к порту коммутатора, и перекрещивание сигнальных линий Rx (приём, англ. receive) и Tx (передача, англ. transmit) выполнено внутри порта. При непосредственном соединении между собой двух экземпляров сетевого оборудования (например, двух компьютеров или двух хабов) необходимо использовать специальный, т. н. перекрёстный, кабель (англ. crossover). У такого кабеля перекрещивание линий Rx и Tx выполняется при обжиме одного из концов кабеля.
Так как таблицы T568A и T568B отличаются друг от друга как раз тем, что в них переставлены местами пары 1-2 и 3-6, для изготовления перекрёстного кабеля для сети 10BASE-T и 100BASE-T достаточно обжать один конец кабеля по одной таблице, а другой конец — по другой.
Следует помнить, что устройства, поддерживающие стандарт 1000BASE-T, передают данные по всем четырём парам кабеля, причём по каждой паре сигнал передаётся сразу в обоих направлениях, и кадры промаркированы особым образом, что исключает неверную их сборку принимающим устройством. Поэтому любой конец кабеля, предназначенного для работы с любыми устройствами 1000BASE-T, будь то коммутаторы или узлы, может быть обжат по любому приведённому стандарту.

#### Для скорости 100 мегабит/с
| 1 | =    |  |  |  | =    | 1 |
| 2 | ==== |  |  |  | ==== | 2 |
| 3 | =    |  |  |  | =    | 3 |
| 4 | ==== |  |  |  | ==== | 4 |
| 5 | =    |  |  |  | =    | 5 |
| 6 | ==== |  |  |  | ==== | 6 |
| 7 | =    |  |  |  | =    | 7 |
| 8 | ==== |  |  |  | ==== | 8 |

Обжимной инструмент (кримпер)

Почти все современные устройства Ethernet способны автоматически определять тип (прямой или перекрёстный) подключенного кабеля (или, что одно и то же, тип порта) и подстраиваться под него. Эта функция имеет обозначение Auto-MDIX.

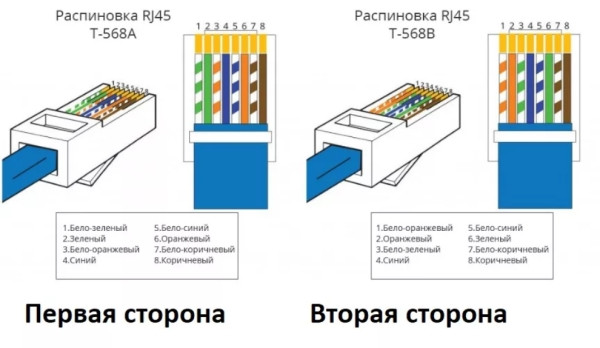
Распиновка RJ45 (схема обжима витой пары rj45)

Данная функция разработана HP в 1998 году.  Вопрос автоопределения типа кроссировки снят уже многие годы! Если ваше устройство поддерживает 1000BASE-T стандарт то вы можете не беспокоиться о типе подключения.
Однако до сих пор распространены устройства, не поддерживающие распознавание типа кабеля — обычно это сетевые адаптеры и маршрутизаторы. В случае, когда оба устройства не поддерживают Auto-MDIX и соединяются портами одного типа (две сетевых карты или два коммутатора), необходимо применение перекрёстного кабеля. В настоящее время это встречается нечасто, и во избежание путаницы все кабели (патч-корды и линии) — «прямые», обжимаемые строго по одной из таблиц T568A или T568B (в пределах здания), и только там, где это необходимо, устанавливают перекрёстный патч-корд.
Устройства стандарта 1000BASE-T сами определяют верную раскладку кабеля благодаря технологии Auto-MDIX (её реализация требуется стандартом 1000BASE-T).

## Радиус изгиба кабеля
Радиус изгиба коммутационных и аппаратных кабелей (шнуров) в процессе эксплуатации не менее:
- 4 внешних диаметров кабеля — для 4-парных шнуров на основе неэкранированной и экранированной витой пары проводников;
- 1 дюйм (~25 мм) — для волоконно-оптических шнуров.